# ヴィクター・フェルドマン
ヴィクター・フェルドマン (Victor Feldman、1934年4月7日 - 1987年5月12日）は、イングランド出身のジャズ・ミュージシャン、スタジオ・ミュージシャン、ピアニスト、ヴィブラフォン奏者、パーカッショニスト、作曲家。マイルス・デイヴィスとのセッションによる「Seven Steps To Heaven」の作曲でも知られている。
子供時代からプロとして演奏活動を始め、ヨーロッパ中をツアーして回った。フェルドマンは1955年10月に米国に移住し、ジャズ・ミュージシャンとして、またセッション・ミュージシャンとして数多くのポップ、ロック、クロスオーヴァーのジャンルで演奏を行った。

## 来歴
フェルドマンが音楽的天才児として見いだされ評判になったのは7歳のときであった。彼の家族は音楽一家で、彼の父が1942年にロンドンでフェルドマン・スウィング・クラブを立ち上げ、才能ある息子を披露した。フェルドマンが初めてプロとして演奏したのが、No.1リズム・クラブにて、兄弟のロバートのクラリネット、ピアノとアコーディオンのモンティとのフェルドマン・トリオであった。彼は、映画『King Arthur Was a Gentleman (1942年)』と『Theatre Royal (1943年)』でフィーチャーされている。1944年にグレン・ミラーのAAAFバンドとのコンサートで、クルーパ坊や（伝説的ドラマー、ジーン・クルーパに由来する）の愛称とともにフィーチャーされた。彼のドラムの師であったカルロ・クラーマーは、フェルドマンにヴィブラフォンを弾く事を勧め、最初にラルフ・シャロン六重奏団や後にロイ・フォックス・バンドで演奏をした。彼は1952年から1953年までインドにて、ピアニストのエディ・キャロルがリーダーのバンドで仕事をした。
米国で仕事をするために1955年に英国を離れる前、フェルドマンは1954年から55年まで、ロニー・スコットのオーケストラと五重奏団とともに録音をし、フィル・シーメンやハンク・ショウ等の有力な英国ジャズ・ミュージシャンも紹介した。フェルドマンに米国への移住を勧めたのがスコットであった。米国で最初に決まった仕事はウディ・ハーマンのバンド「ザ・ハード」だった。そこから始まり、バディ・デフランコのバンドに参加。1958年に彼は西海岸で、革新的なベース奏者であったスコット・ラファロと自身のバンドを持った。彼の1958年のアルバム『ジ・アライヴァル・オブ・ヴィクター・フェルドマン』にはラファロと、スタン・リーヴィーがドラムスで参加している。彼は多くのジャズ・アーティスト、ベニー・グッドマン、ジョージ・シアリング、キャノンボール・アダレイ、マイルス・デイヴィス等と共演・録音し、特筆すべきは、マイルスの1963年のアルバム『セヴン・ステップス・トゥ・ヘヴン』ではタイトル曲をフェルドマン自身が作曲した。マイルスは自分のバンドのレギュラー・メンバーとしてフェルドマンを誘ったが、彼はツアー・ミュージシャンとしてのキャリアより、スタジオ・ワークの安定を選び、マイルスの申し出を辞退した。1957年にロサンゼルスに永続的に居を構え、利益の大きい映画音楽録音業界に特化して仕事を始めた。フェルドマンは60年代にはヴィージェイ・レコードで2枚ほどアルバムを制作した。この2枚は彼のアルバムの中でも、特にグルービーであると評されている。彼はジャズ以外の様々な音楽家たちとの仕事にも進出した。例えば1967年には前衛ロックのフランク・ザッパ、1970年代に入るとスティーリー・ダンやジョニ・ミッチェルのクロスオーバー・アルバム、1980年代にはトム・ウェイツ、ジョー・ウォルシュなどの作品にゲスト参加した。
1987年、フェルドマンは心筋梗塞のため自宅で亡くなった。53歳であった。

## ディスコグラフィ

### リーダー・アルバム
- Suite Sixteen (1955年、Contemporary)
- Victor Feldman in London (1956年) ※with ピート・ブランニン、ディジー・リース、フィル・シーメン、テリー・シャノン
- With Mallets a Fore Thought (1957年)
- 『ヴィクター・フェルドマン・オン・ヴァイブス』 - Victor Feldman on Vibes (1957年、Mode)
- 『ジ・アライヴァル・オブ・ヴィクター・フェルドマン』 - The Arrival of Victor Feldman (1958年、Contemporary)
- The Music of Victor Feldman (1958年)
- Latinsville (1959年) ※with ウォルター・ベントン、ウィリー・ボボ、コンテ・キャンドリ、ヴィンス・ガラルディ、スコット・ラファロ、スタン・リーヴィー、アルマンド・ペラーサ、フランク・ロザリーノ、モンゴ・サンタマリア
- Merry Olde Soul (1960年) ※with ルイス・ヘインズ、ハンク・ジョーンズ、サム・ジョーンズ、アンディ・シンプキンス
- Vibes to the Power of Three (1960年) ※with ラリー・バンカー、テリー・ギブス
- Stop the World, I Want to Get Off (1963年) ※with ローレンス・マラブル、ボビー・ウィットロック
- Soviet Jazz Themes (1963年)
- 『イッツ・ア・ワンダフル・ワールド』 - It's a Wonderful World (1964年)
- Love Me with All Your Heart (1964年)
- 『ヒズ・オウン・スウィート・ウェイ』 - His Own Sweet Way (1965年)
- Venezuelan Joropo (1967年)
- Victor Feldman Plays Everything In Sight (1967年)
- 『ユア・スマイル』 - Your Smile (1973年) ※with トム・スコット
- The Artful Dodger (1977年) ※with コリン・ベイリー、モンティ・バドウィグ、チャック・ドマニコ、ジャック・シェルドン
- Rio Nights (1977年) ※with チャック・ドマニコ、トレヴァー・フェルドマン、エディ・カラム、ヒューバート・ロウズ、ハーヴィー・メイソン、ジョン・パティトゥッチ、フレッド・タッケット
- In My Pocket (1977年)
- Together Again (1978年) ※with モンティ・バドウィグ、シェリー・マン
- To Chopin with Love (1983年) ※ヴィクター・フェルドマン・トリオ名義。with ジョン・パティトゥッチ、トレヴァー・フェルドマン
- Secrets of the Andes (1982年) ※with ヒューバート・ロウズ、ハーヴィー・メイソン、リー・リトナー、エイブラハム・ラボリエル、アレックス・アクーニャ、ミルト・ホランド、トレヴァー・フェルドマン
- 『ヤング・ヴィック』 - The Young Vic (1987年)
- Seven Steps To Heaven (2009年、Candid Productions) ※with トム・スコット

### L.A.スーパー・リズム (Generation Band)
- 『フィーチャリング・アーニー・ワッツ&トム・スコット』 - Soft Shoulder (1982年) ※with アーニー・ワッツ、トム・スコット、ロベン・フォード、ダン・ソーヤー、リチャード・ギブス、ネイザン・イースト、ジェイク・フェルドマン、トレヴァー・フェルドマン
- 『チェイシン・サンボーン』 - Call of the Wild (1984年)
- 『フィエスタ』 - Fiesta (1984年) ※with ケヴィン・ベイシンソン、ヴィニー・カリウタ、ジョセフ・コンラン、チック・コリア、ネイザン・イースト、マニー・フェルナンデス、マイケル・G・フィッシャー、チャック・マンジョーネ、ダイアン・リーヴス、リー・リトナー
- 『ザ・ラスト』 - High Visibility (1985年) ※with マックス・ベネット、ジョセフ・コンラン、エイブラハム・ラボリエル、ディーン・パークス、トム・スコット
- 『スムース』 - Smooth (1986年)

### サイドマン/ゲスト参加
With The Youngbloods
- Elephant Mountain (RCA Victor, 1969)

With ボズ・スキャッグス
- Down Two Then Left (Columbia Records, 1977)

With スティーリー・ダン
- Can't Buy a Thrill (ABC Records, 1972)
- Countdown to Ecstasy (ABC Records, 1973)
- Pretzel Logic (ABC Records, 1974)
- Katy Lied (ABC Records, 1975)
- The Royal Scam (ABC Records, 1976)
- Aja (ABC Records, 1977)
- Gaucho (album)|Gaucho (MCA Records, 1980)[9]

With Joni Mitchell
- The Hissing of Summer Lawns (Asylum Records, 1975)
- Hejira (A&M Records, 1976)
- Wild Things Run Fast (Geffen, 1982)

With Albert Hammond
- アルバート・ハモンド (1974)

With エルトン・ジョン
- 21at33 (1980)